# Glyptodontidae
Glyptodontidae je skupina vymřelých velkých savců z řádu pásovců. Vyvinuli se v Jižní Americe, ale když před třemi miliony let vznikla panamská šíje, některé druhy se během tzv. velké americké výměny rozšířily do Severní Ameriky. Hlavním rysem zástupců této skupiny bylo jejich opancéřované tělo podobné želvímu krunýři utvořené z kostní tkáně. Největší jedinci vážili až 2 tuny.
Glyptodontidi vyhynuli na konci poslední doby ledové spolu s dalšími zástupci megafauny, kupř. velkým pozemním lenochodem rodu Megatherium apod.
Jedním z nejnovějších objevů zástupců této čeledi je rod Parapropalaehoplophorus z And.

## Tělesné brnění
Vědecká studie z roku 2018 ukazuje, že brnění glyptodontů bylo velmi sofistikovaným anatomickým prvkem, který měl vícero funkcí. Kromě ochrany tělních orgánů před útoky predátorů mohl sloužit například i při termoregulaci nebo vnitrodruhové signalizaci. Jejich ocasní "palice" pak sloužila jako zbraň aktivní obrany před útočícími predátory.